# Manuskript

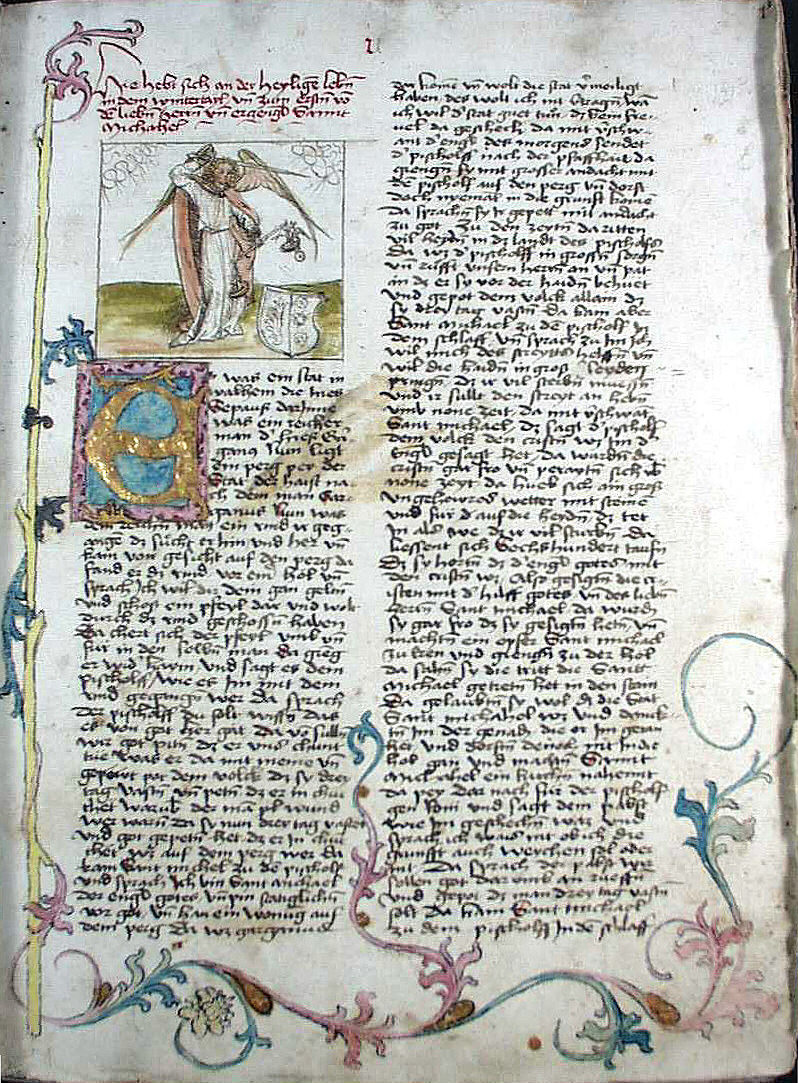
Der Heiligen Leben Winterteil, Seite aus einer Handschrift aus dem Benediktinerstift Weihenstephan, vermutlich um 1475

Unter Manuskript oder Handschrift versteht man in der Bibliothekswissenschaft oder Editionsphilologie handgeschriebene Bücher, Briefe oder andere Publikationsformen (von lateinisch manu scriptum ‚von Hand Geschriebenes‘; Abkürzung: Ms., Mehrzahl Mss.).
Im engeren Sinne versteht man darunter durch manuelles Schreiben mit Tinte oder anderen Farbmitteln auf Papyrus, Palmblättern, Birkenrinde, Pergament, Holzbrettchen oder Papier gebrachte Werke.
Eher umgangssprachlich werden heute auch maschinenschriftliche Druckvorlagen (eigentlich: Typoskripte bzw. Maschinenmanuskripte) als Manuskript bezeichnet.
Wenn Fernseh- und Radiobeiträge in gedruckter Form zur Verfügung gestellt oder zum Herunterladen im Internet angeboten werden, spricht man von einem Sendemanuskript.

## Geschichte

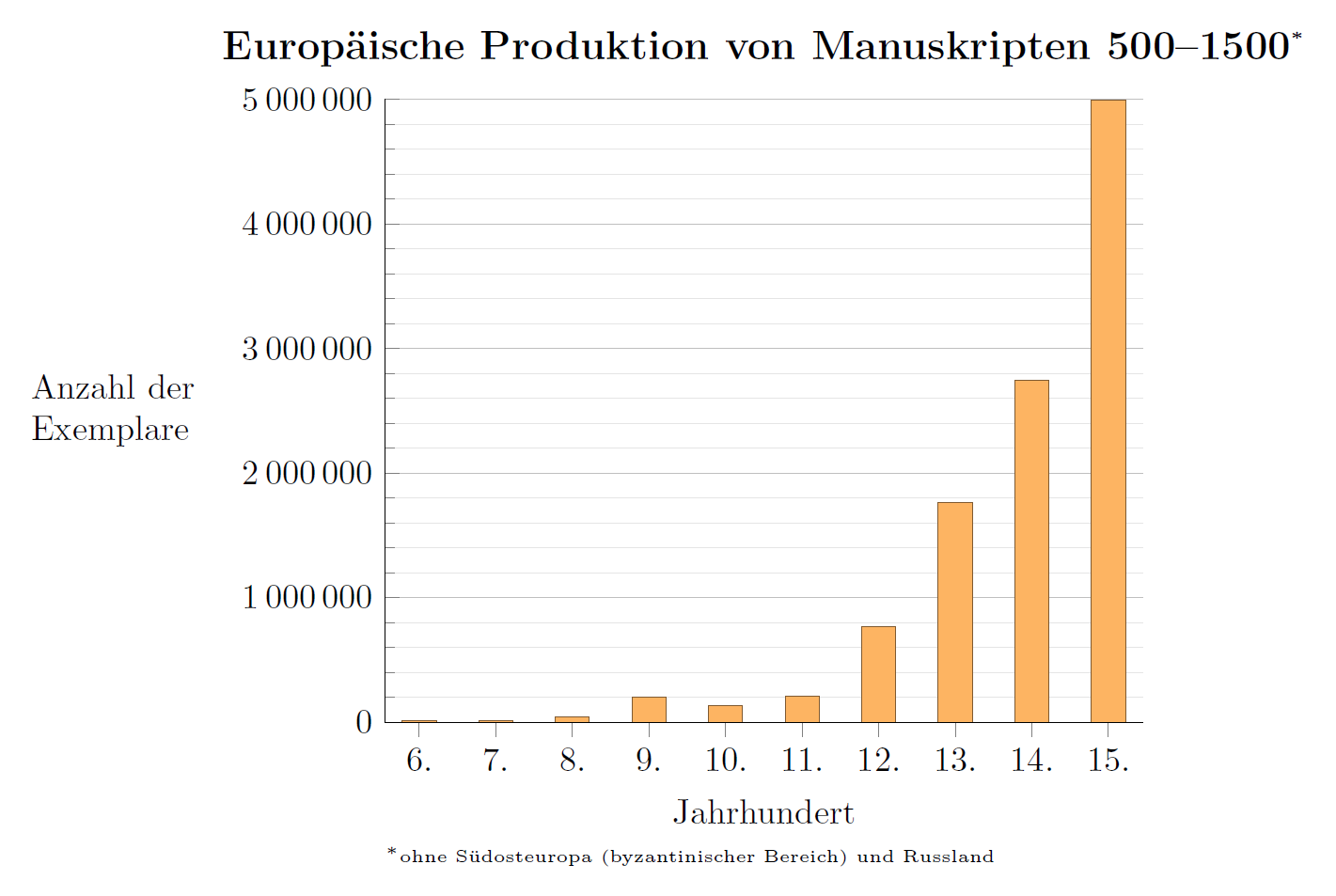
Die europäische Produktion von Manuskripten stieg im Hoch- und Spätmittelalter steil an (geschätzte Zahlen).

Die Literatur der Antike und des Mittelalters ist fast ausschließlich handschriftlich auf Papyrus, Pergament und Papier überliefert.
Texte des Mittelalters sind oft in Sammelhandschriften zusammengefasst. Die Vorstellung vom Einzelbuch als typische Existenzform eines „Werkes“ als Monographie existierte in der heutigen Form noch nicht. Der Kodex war eine materielle Aufbewahrungs- und Schmuckform von diversem Geschriebenem. Zuweilen war es wohl auch das Bestreben der Besitzer solcher Codices, das Material oder „Wissen“ zu einem bestimmten Gegenstand oder Thema (z. B. höfische Ritterliteratur) möglichst vollständig zu versammeln. Ein bekanntes Beispiel hierfür ist das Ambraser Heldenbuch vom Beginn des 16. Jahrhunderts. Ein Beispiel aus der Mitte des 14. Jahrhunderts ist die Sammelhandschrift mit der Signatur Ms. germ. quart. 284 der Staatsbibliothek zu Berlin, die unter anderem zwei Texte des Tristan-Stoffes überliefert: den Tristan des Dichters Gottfried von Straßburg und Ulrichs von Türheim Tristanfortsetzung. Die Buchwissenschaft und die Kodikologie erforschen die verschiedenen konzeptionellen oder zufälligen Anlageprinzipien von Mischhandschriften und Sammelhandschriften.
Bis zur Erfindung des Buchdrucks waren Handschriften die einzige Form schriftlicher Publikation, das heißt, die Texte mussten abgeschrieben werden, um sie zu verbreiten. Dies galt vom Auftauchen der Schrift bis zur Erfindung des Buchdrucks durch Gutenberg um 1450, also für mehr als drei Jahrtausende. Bedenkt man die Zufälle des Geschichtsverlaufes, des materiellen und des geistigen, und die Gefährdung alles Geschriebenen durch die Jahrhunderte, so ist es gemäß Martin Bodmer erstaunlich, dass nicht mehr verloren gegangen ist. Trotz Bedrohung durch Naturgewalten und Menschenwerk konnten die größten geistigen Schätze bewahrt bleiben, wenn auch auf Umwegen; anders wäre die Rettung antiken Schrifttums durch so heterogene Mittelsleute, wie es die arabischen Gelehrten und die christlichen Mönche sind, nicht zu erklären. Ihre Abschriften haben uns allerdings von den Originaltexten immer weiter entfernt, und es bedarf der textkritischen Forschung, um aus allen erfassbaren Fragmenten den ursprünglichen Wortlaut wieder herzustellen oder zu sichern. Auch dann noch ist die älteste Abschrift oft Jahrhunderte vom Autor entfernt und manchmal auch nur als Übersetzung aus der ursprünglichen Sprache erhalten. Die Erforschung der Verbreitungswege eines Textes ist die Aufgabe der Textüberlieferung.
Manuskripte lassen vielfältige Rückschlüsse auf den Entstehungsprozess und die Authentizität eines Textes zu, wenn etwa Passagen gestrichen und neu formuliert oder nachträglich eingefügt wurden. Die moderne Texterstellung am Computer hinterlässt hingegen oft nur das fertige Schriftstück als „sprachloses Dokument“.

## Berühmte Handschriften

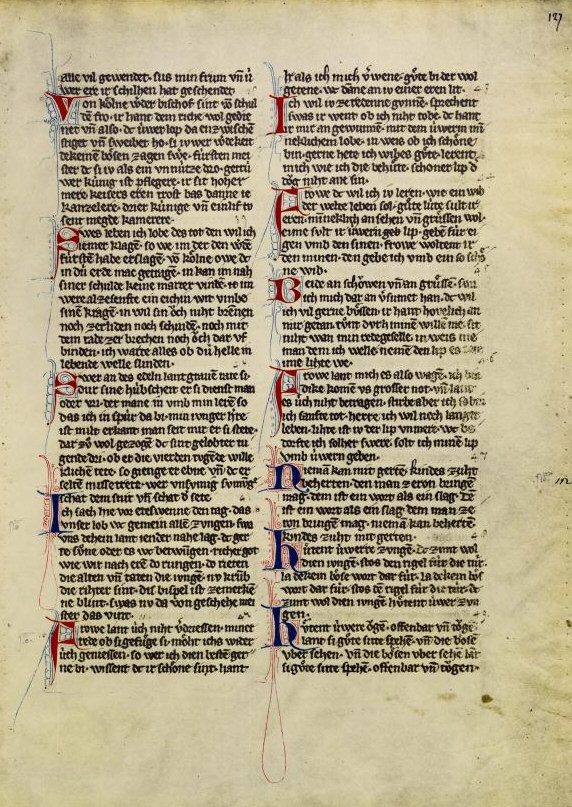
Codex Manesse

### Historisch
(chronologisch sortiert)
- Donaueschinger Handschrift (Nibelungenlied), um 1220
- Codex Manesse, um 1300
- Manasses-Chronik, zwischen 1345 und 1347
- Codex Nuttall, 14. Jahrhundert (Mixtekisch)
- Rotes Buch von Hergest, 14. Jahrhundert (walisisch)
- Hausbuch (Schloss Wolfegg), nach 1480
- Voynich-Manuskript, um 15. Jahrhundert
- Ambraser Heldenbuch, 16. Jahrhundert
- Carte Manuscripts, 18. Jahrhundert

### Religiös
(chronologisch sortiert)

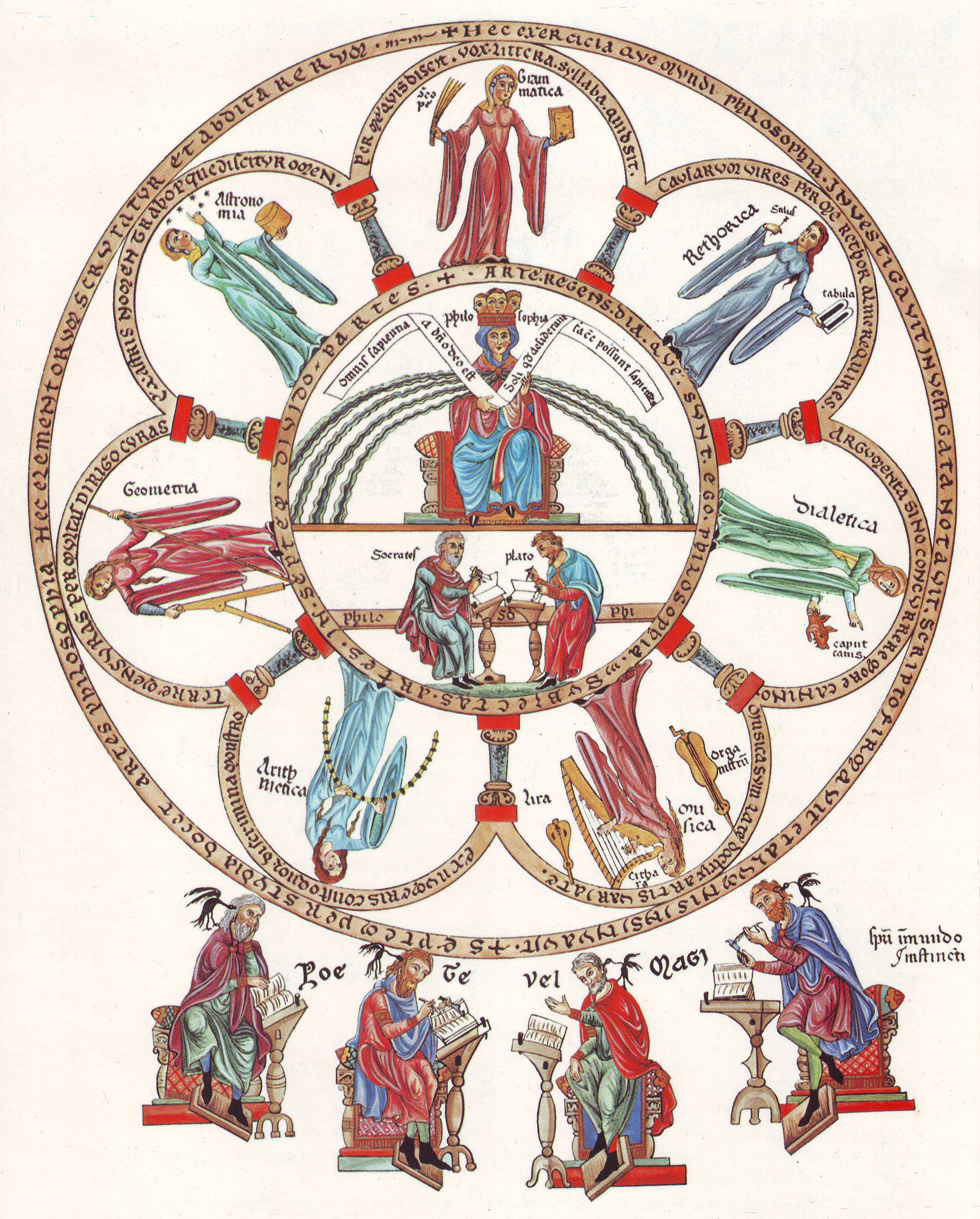
„Die Philosophie thront inmitten der Sieben Freien Künste“ – Darstellung aus einem kolorierten Faksimile des Hortus Deliciarum der Herrad von Landsberg, 12. Jahrhundert

- Schriftrollen vom Toten Meer, 3. Jahrhundert v. Chr. bis 1. Jahrhundert n. Chr.
- Nag-Hammadi-Schriften, 3./4. Jahrhundert
- Codex Sinaiticus, 4. Jahrhundert
- Codex Vaticanus, 4. Jahrhundert
- Codex Alexandrinus, 5. Jahrhundert
- Codex Argenteus, 6. Jahrhundert
- Faddan More Psalter, 7./8. Jahrhundert
- Buch des Armagh, 9. Jahrhundert
- Book of Kells, 9. Jahrhundert
- Etschmiadsin-Evangeliar, 989
- Fridolinsvita, 10. Jahrhundert
- Freisinger Denkmäler, 10./11. Jahrhundert
- Millstätter Handschrift 11./12. Jahrhundert
- Evangeliar Heinrichs des Löwen 12. Jahrhundert
- Hortus Deliciarum der Herrad von Landsberg, 12. Jahrhundert
- Tetraevangeliar von Zar Iwan Alexander, 14. Jahrhundert

### Wissenschaftlich
- Die Manuskripte Leonardo da Vincis, 15. bis 16. Jahrhundert
- Leibniz-Briefwechsel, 17. bis 18. Jahrhundert

## Standard-Manuskripte
Verlage und Zeitungen haben im 20. Jahrhundert regelmäßig Vorgaben für die Gestaltung von Typoskripten gemacht. Eine solche Standard-Manuskriptseite oder Normseite hatte zum Beispiel 30 Zeilen mit je 60 Anschlägen. 

## Verzeichnisse
- Handschriftenportal (mit Digitalisaten)
- Handschriftencensus Handschriftencensus
- Mediaevum.de
- Katalog der deutschsprachigen illustrierten Handschriften des Mittelalters (KdiH) – wissenschaftliche Erschließung von Text-Bild-Zusammenhängen
- Virtual Library: Handschriftendatenbanken, Kataloge und Verzeichnisse
- Hilfsmittel zu österreichischen Handschriftenbeständen
- Bibliotheca Neerlandica Manuscripta (BNM)
- Manuskriptkulturen in Asien, Afrika und Europa, Hamburg (CSMC)
- Medieval Manuscripts in Dutch Collections